# 2022 na ginástica artística
Abaixo está uma lista de eventos internacionais notáveis de ginástica artística masculina e feminina programados para 2022, bem como os medalhistas.

## Aposentadorias
| Ginasta              | País           | Data                   | Ref    |
| -------------------- | -------------- | ---------------------- | ------ |
| Kohei Uchimura       | Japão          | 10 de janeiro de 2022  | [ 1 ]  |
| Maria Kharenkova     | Geórgia        | 26 de janeiro de 2022  | [ 2 ]  |
| Farah Ann Abdul Hadi | Malásia        | 12 de março de 2022    | [ 3 ]  |
| Hitomi Hatakeda      | Japão          | 23 de março de 2022    | [ 4 ]  |
| Elena Eremina        | Rússia         | 4 de abril de 2022     | [ 5 ]  |
| Seiya Taura          | Japão          | 25 de abril de 2022    | [ 6 ]  |
| Danusia Francis      | Jamaica        | 29 de maio 2022        | [ 7 ]  |
| Lilia Akhaimova      | Rússia         | 17 de junho de 2022    | [ 8 ]  |
| Kazuyuki Takeda      | Japão          | 22 de junho de 2022    | [ 9 ]  |
| Laura Bechdejú       | Espanha        | 5 de julho de 2022     | [ 10 ] |
| Ariana Orrego        | Peru           | 26 de julho de 2022    | [ 11 ] |
| Julien Gobaux        | França         | 27 de julho de 2022    | [ 12 ] |
| Alec Yoder           | Estados Unidos | 9 August 2022          | [ 13 ] |
| Diana Varinska       | Ucrânia        | 13 de agosto de 2022   | [ 14 ] |
| Kim Bui              | Alemanha       | 14 de agosto de 2022   | [ 15 ] |
| Anastasia Bachynska  | Ucrânia        | 15 August 2022         | [ 16 ] |
| Philipp Herder       | Alemanha       | 24 de outubro de 2022  | [ 17 ] |
| Guan Chenchen        | China          | 28 de outubro de 2022  | [ 18 ] |
| Cintia Rodríguez     | Espanha        | 15 de novembro de 2022 | [ 19 ] |

## Calendário de eventos
| Data                          | Local           | Evento                                  | Vencedores | Vencedoras |
| ----------------------------- | --------------- | --------------------------------------- | --- | --- |
| 24 a 27 de fevereiro          | Cottbus         | Copa do Mundo FIG                       | FX: Yahor Sharamkou PH: Filip Ude SR: İbrahim Çolak VT: Artur Davtyan PB: Illia Kovtun HB: Brody Malone                                                                                               | VT: Tjaša Kysselef UB: Tisha Volleman BB: Daniela Batrona FX: Alba Petisco                                                                           |
| 2 a 5 de março                | Doha            | Copa do Mundo FIG                       | FX: Artem Dolgopyat PH: Nariman Kurbanov SR: Vahagn Davtyan VT: Artur Davtyan PB: Illia Kovtun HB: Alexander Myakinin                                                                                 | VT: Oksana Chusovitina UB: Viktoria Listunova BB: Vladislava Urazova FX: Maria Minaeva                                                               |
| 13 a 20 de março              | Cairo           | Copa do Mundo FIG                       | FX: Artem Dolgopyat PH: Rhys McClenaghan SR: Vahagn Davtyan VT: Artur Davtyan PB: Illia Kovtun HB: Carlo Macchini                                                                                     | VT: Tjaša Kysselef UB: Caitlin Rooskrantz BB: Yuliia Kasianenko FX: Dorina Böczögő                                                                   |
| 31 de março a 4 de abril      | Baku            | Copa do Mundo FIG                       | FX: Artem Dolgopyat PH: Nariman Kurbanov SR: Salvatore Maresca VT: Nazar Chepurnyi PB: Illia Kovtun HB: Joe Fraser                                                                                    | VT: Oksana Chusovitina UB: Lorette Charpy BB: Sarah Voss FX: Júlia Soares                                                                            |
| 28 de abril a 8 de maio       | Rosário         | Jogos Sul-Americanos da Juventude       | TF: Colômbia · AA: Ángel Barajas · FX: Ángel Barajas · PH: Ángel Barajas · SR: João Victor Perdigão · VT: Ángel Barajas · PB: Ángel Barajas · HB: Ángel Barajas                                       | TF: Brasil · AA: Mia Mainardi · VT: Mia Mainardi · UB: Isabella Ajalla · BB: Isabella Ajalla · FX: Mia Mainardi                                      |
| 12 a 23 de maio               | Hanoi           | Jogos do Sudeste Asiático               | TF: Vietnã AA: Carlos Yulo FX: Carlos Yulo PH: Đặng Ngọc Xuân Thiện SR: Carlos Yulo VT: Carlos Yulo PB: Đinh Phương Thành HB: Carlos Yulo / Đinh Phương Thành                                         | TF: Filipinas AA: Rifda Irfanaluthfi VT: Aleah Finnegan UB: Rachel Yeoh Li Wen BB: Rachel Yeoh Li Wen FX: Rifda Irfanaluthfi / Sasiwimon Mueangphuan |
| 14 a 22 de maio               | Normandy        | Gimnasíada (2022)                       | TF: França · AA: Romain Cavallaro · FX: Lorenzo Sainte Rose · PH: Romain Cavallaro / Zeinolla Idrissov · SR: Romain Cavallaro · VT: Lorenzo Sainte Rose · PB: Chuang Chia-lung · HB: Romain Cavallaro | TF: França · AA: Lea Franceries · VT: Lea Franceries · UB: Mirtill Makovits · BB: Lucie Henna · FX: Lea Franceries                                   |
| 15 a 25 de maio               | Carrara         | Campeonato da Oceania                   | TF: Austrália · AA: Jesse Moore | TF: Austrália · AA: Emily Whitehead |
| 26 a 29 de maio               | Varna           | Copa do Mundo FIG Challenge             | FX: Benjamin Osberger PH: Marios Georgiou SR: Nikita Simonov VT: Gabriel Burtănete PB: Marios Georgiou HB: Marios Georgiou                                                                            | VT: Aline Friess UB: Aline Friess BB: Ana Đerek FX: Aline Friess                                                                                     |
| 9 a 12 de junho               | Osijek          | Copa do Mundo FIG Challenge             | FX: Aurel Benović PH: Robert Seligman SR: Adem Asil VT: Igor Radivilov PB: Ferhat Arıcan HB: Tin Srbić                                                                                                | VT: Valentina Georgieva UB: Zója Székely BB: Pauline Schäfer-Betz FX: Ana Bărbosu                                                                    |
| 15 a 18 de junho              | Doha            | Campeonato Asiático                     | TF: China AA: Shi Cong FX: Carlos Yulo PH: Ahmad Abu Al Soud SR: Lan Xingyu VT: Carlos Yulo PB: Carlos Yulo HB: Yun Jin-seong                                                                         | TF: China AA: Zhang Jin VT: Yeo Seo-jeong UB: Wei Xiaoyuan BB: Wu Ran FX: Wu Ran                                                                     |
| 16 a 19 de junho              | Koper           | Copa do Mundo FIG Challenge             | FX: Harry Hepworth PH: Mateo Žugec SR: Igor Radivilov VT: Igor Radivilov PB: Petro Pakhniuk HB: Tyson Bull                                                                                            | VT: Zsófia Kóvacs UB: Zsófia Kóvacs BB: Zsófia Kóvacs FX: Ana Đerek                                                                                  |
| 24 de junho a 5 de julho      | Valledupar      | Jogos Bolivarianos                      | TF: Colômbia · AA: Andrés Martínez · FX: Andrés Martínez · PH: Andrés Martínez · SR: Kristopher Bohorquez · VT: Edward Gonzalez · PB: Victor Betancourt · HB: Andrés Martínez                         | TF: Colômbia · AA: Ana Karina Mendez · VT: Yamilet Peña · UB: Ana Karina Mendez · BB: Alais Perea · FX: Franchesca Santi ·                           |
| 25 de junho a 5 de julho      | Oran            | Jogos do Mediterrâneo de 2022           | TF: Turkey AA: Adem Asil FX: Nicola Bartolini PH: Mateo Žugec SR: İbrahim Çolak VT: Adem Asil PB: Ferhat Arıcan HB: Marios Georgiou                                                                   | TF: Itália · AA: Martina Maggio · VT: Asia D'Amato · UB: Giorgia Villa · BB: Martina Maggio · FX: Asia D'Amato                                       |
| 2 a 3 de julho                | Kópavogur       | Campeonato Nórdico                      | TF: Suécia · AA: Sofus Heggemsnes · FX: Tarmo Kanerva · PH: Sofus Heggemsnes · SR: Jacob Karlsen · VT: Harald Wibye · PB: David Rumbutis · HB: Sofus Heggemsnes                                       | TF: Suécia · AA: Julie Madsø · VT: Camille Rasmussen · UB: Nathalie Westlund · BB: Thelma Adalsteinsdóttir · FX: Alva Eriksson                       |
| 8 a 11 de julho               | Cairo           | Campeonato Africano                     | TF: Egito · AA: Mohamed Afify · FX: Omar Mohamed · PH: Abderrazak Nasser · SR: Omar Mohamed · VT: Omar Mohamed · PB: Omar Mohamed · HB: Mohamed Afify                                                 | TF: Egito · AA: Caitlin Rooskrantz · VT: Jana Mahmoud · UB: Caitlin Rooskrantz · BB: Zeina Ibrahim · FX: Jana Mahmoud                                |
| 27 de junho a 3 de julho      | Rio de Janeiro  | Campeonato Pan-Americano                | TF: Estados Unidos · AA: Caio Souza · FX: Yul Moldauer · PH: Yul Moldauer · SR: Arthur Zanetti · VT: Caio Souza · PB: Yul Moldauer · HB: Brody Malone                                                 | TF: Brasil · AA: Flávia Saraiva · VT: Karla Navas · UB: Rebeca Andrade · BB: Flávia Saraiva · FX: Kayla DiCello                                      |
| 24 a 30 de julho              | Banská Bystrica | Festival Olímpico da Juventude Europeia | TF: Italy AA: Radomyr Stelmakh FX: Danny Crouch PH: Kristijonas Padegimas SR: Luis Il-Sung Melander VT: Joona Reiman PB: Jukka Ole Nissinen HB: Dmytro Dotsenko                                       | TF: Romania AA: Helen Kevric VT: Helen Kevric UB: Martina Pieratti BB: Amalia Puflea FX: Amalia Puflea                                               |
| 28 de julho a 8 de agosto     | Birmingham      | Jogos da Commonwealth                   | TF: ENG Inglaterra AA: Jake Jarman FX: Jake Jarman PH: Joe Fraser SR: Courtney Tulloch VT: Jake Jarman PB: Joe Fraser HB: Ilias Georgiou                                                              | TF: ENG Inglaterra AA: Georgia Godwin VT: Georgia Godwin UB: Georgia-Mae Fenton BB: Kate McDonald FX: Alice Kinsella                                 |
| 9 a 18 de agosto              | Konya           | Jogos Islâmicos da Solidariedade        | TF: Turkey AA: Adem Asil FX: Ahmet Önder PH: Ahmad Abu Al Soud SR: Adem Asil VT: Nikita Simonov PB: Ferhat Arıcan HB: Ahmet Önder                                                                     | TF: Turkey AA: Bengisu Yıldız VT: Oksana Chusovitina UB: Sevgi Seda Kayışoğlu BB: Dildora Aripova FX: Aida Bauyrzhanova                              |
| 11 a 14 de agosto             | Munique         | Campeonato Europeu                      | — | TF: Itália · AA: Asia D'Amato · VT: Zsófia Kovács · UB: Elisabeth Seitz · BB: Emma Malewski · FX: Jessica Gadirova                                   |
| 17 a 22 de agosto             | Lima            | Campeonato Sul-Americano                | TF: Brasil · AA: Santiago Mayol · FX: Yuri Guimarães · PH: Santiago Mayol · SR: Daniel Villafañe · VT: Yuri Guimarães · PB: Jossimar Calvo · HB: Jossimar Calvo                                       | TF: Brasil · AA: Luisa Maia · VT: Lucila Estarli · UB: Thais Fidelis · BB: Abigail Magistrati · FX: Milagros Curti                                   |
| 18 a 21 de agosto             | Munique         | Campeonato Europeu                      | TF: Grã-Bretanha AA: Joe Fraser FX: Artem Dolgopyat PH: Harutyun Merdinyan SR: Eleftherios Petrounias VT: Jake Jarman PB: Joe Fraser HB: Marios Georgiou                                              | — |
| 24 a 25 de setembro           | Paris           | Copa do Mundo FIG Challenge             | FX: Eamon Montgomery PH: Rhys McClenaghan SR: Adem Asil VT: Adem Asil PB: Caio Souza HB: Brody Malone                                                                                                 | VT: Jade Carey UB: Shilese Jones BB: Marine Boyer FX: Jordan Chiles                                                                                  |
| 30 de setembro a 2 de outubro | Szombathely     | Copa do Mundo FIG Challenge             | FX: Illia Kovtun PH: Nariman Kurbanov SR: Vinzenz Höck VT: Tseng Wei-sheng PB: Illia Kovtun HB: Krisztofer Mészáros                                                                                   | VT: Addison Fatta UB: Zója Székely BB: Maisa Kuusikko FX: Katelyn Jong                                                                               |
| 1 a 15 de outubro             | Assunção        | Jogos Sul-Americanos                    | TF: Brazil AA: Caio Souza FX: Arthur Mariano PH: Andrés Martínez SR: Daniel Villafañe VT: Caio Souza PB: Jossimar Calvo HB: Caio Souza                                                                | TF: Brazil AA: Júlia Soares VT: Makarena Pinto UB: Carolyne Pedro BB: Júlia Soares FX: Júlia Soares                                                  |
| 7 a 9 de outubro              | Mersin          | Copa do Mundo FIG Challenge             | FX: Dmitriy Patanin PH: Shiao Yu-jan SR: Adem Asil VT: Gabriel Burtănete PB: Ferhat Arıcan HB: Robert Tvorogal                                                                                        | VT: Teja Belak UB: Ana Bărbosu BB: Ana Bărbosu FX: Ana Bărbosu                                                                                       |
| 29 de outubro a 6 de novembro | Liverpool       | Campeonato Mundial                      | TF: China · AA: Daiki Hashimoto · FX: Giarnni Regini-Moran · PH: Rhys McClenaghan · SR: Adem Asil · VT: Artur Davtyan · PB: Zou Jingyuan · HB: Brody Malone                                           | TF: Estados Unidos · AA: Rebeca Andrade · VT: Jade Carey · UB: Wei Xiaoyuan · BB: Hazuki Watanabe · FX: Jessica Gadirova                             |
| 19 a 20 de novembro           | Jyväskylä       | Campeonato do Norte Europeu             | TF: Finlândia · AA: Robert Kirmes · FX: Robert Kirmes · PH: Cameron Lynn · SR: Elias Koski · VT: Joona Reiman · PB: Joona Reiman · HB: Elias Koski                                                    | TF: País de Gales · AA: Kaia Tanskanen · VT: Ruby Evans · UB: Jea Maracha / Julie Erichsen · BB: Halle Hilton · FX: Kaia Tanskanen                   |

### Eventos adiados e cancelados
Devido à pandemia de COVID-19, alguns eventos foram adiados para 2023.
| Data Programada                | Local          | Evento                           | Status        | Ref    |
| ------------------------------ | -------------- | -------------------------------- | ------------- | ------ |
| 26 de junho a 7 de julho       | Chengdu        | Jogos Universitários Mundiais    | Adiado (2023) | [ 20 ] |
| 26 de agosto a 6 de setembro   | Cairo          | Jogos Pan-Africanos da Juventude | Desconhecido  |        |
| 10 a 25 de setembro            | Hangzhou       | Jogos Asiáticos                  | Adiado (2023) | [ 21 ] |
| 27 de outubro a 13 de novembro | Guatemala City | Jogos Centro-Americanos          | Cancelado     |        |
| 26 de novembro a 6 de dezembro | Jinjiang       | Gymnasiade (2020)                | Desconhecido  |        |
| 20 a 28 de dezembro            | Shantou        | Jogos Asiáticos da Juventude     | Cancelado     |        |

## Medalhistas

### Feminino

#### Internacional
| Competição         | Evento              | Ouro             | Prata         | Bronze                    |
| Campeonato Mundial | Equipes             | Estados Unidos   | Grã-Bretanha  | Canadá                    |
| Campeonato Mundial | Individual Geral    | Rebeca Andrade   | Shilese Jones | Jessica Gadirova          |
| Campeonato Mundial | Salto               | Jade Carey       | Jordan Chiles | Coline Devillard          |
| Campeonato Mundial | Barras Assimétricas | Wei Xiaoyuan     | Shilese Jones | Nina Derwael              |
| Campeonato Mundial | Trave               | Hazuki Watanabe  | Ellie Black   | Shoko Miyata              |
| Campeonato Mundial | Solo                | Jessica Gadirova | Jordan Chiles | Rebeca Andrade Jade Carey |

#### Eventos importantes
| Competição                | Evento              | Ouro                                     | Prata                  | Bronze                 |
| Jogos do Sudeste Asiático | Equipess            | PHI Filipinas                            | VIE Vietnã             | SGP Singapura          |
| Jogos do Sudeste Asiático | Individual Geral    | Rifda Irfanaluthfi                       | Aleah Finnegan         | Rachel Yeoh Li Wen     |
| Jogos do Sudeste Asiático | Salto               | Aleah Finnegan                           | Nguyễn Thị Quỳnh Như   | Rifda Irfanaluthfi     |
| Jogos do Sudeste Asiático | Barras Assimétricas | Rachel Yeoh Li Wen                       | Phạm Như Phương        | Nadine Joy Nathan      |
| Jogos do Sudeste Asiático | Trave               | Rachel Yeoh Li Wen                       | Aleah Finnegan         | Phạm Như Phương        |
| Jogos do Sudeste Asiático | Solo                | Rifda Irfanaluthfi Sasiwimon Mueangphuan | —                      | Phạm Như Phương        |
| Campeonato da Oceania     | Equipes             | Austrália                                | —                      | —                      |
| Campeonato da Oceania     | Individual Geral    | Emily Whitehead                          | Breanna Scott          | Reece Cobb             |
| Campeonato Asiático       | Equipes             | China                                    | Coreia do Sul          | Japão                  |
| Campeonato Asiático       | Individual Geral    | Zhang Jin                                | Tang Xijing            | Lee Yun-seo            |
| Campeonato Asiático       | Salto               | Yeo Seo-jeong                            | Shoko Miyata           | Pranati Nayak          |
| Campeonato Asiático       | Barras Assimétricas | Wei Xiaoyuan                             | Tang Xijing            | Lee Yun-seo            |
| Campeonato Asiático       | Trave               | Wu Ran                                   | Arisa Kasahara         | Zhang Jin              |
| Campeonato Asiático       | Solo                | Wu Ran                                   | Shoko Miyata           | Lee Yun-seo            |
| Jogos Bolivarianos        | Equipes             | Colômbia                                 | Peru                   | Panamá                 |
| Jogos Bolivarianos        | Individual Geral    | Ana Karina Mendez                        | Alais Perea            | Hillary Heron          |
| Jogos Bolivarianos        | Salto               | Yamilet Peña                             | Karla Navas            | Hillary Heron          |
| Jogos Bolivarianos        | Barras Assimétricas | Ana Karina Mendez                        | Daira Lamadrid         | Franchesca Santi       |
| Jogos Bolivarianos        | Trave               | Alais Perea                              | Alexa Grande           | Karla Navas            |
| Jogos Bolivarianos        | Solo                | Franchesca Santi                         | Hillary Heron          | Laura Pardo            |
| Jogos do Mediterrâneo     | Equipes             | Itália                                   | França                 | Espanha                |
| Jogos do Mediterrâneo     | Individual Geral    | Martina Maggio                           | Asia D'Amato           | Carolann Héduit        |
| Jogos do Mediterrâneo     | Salto               | Asia D'Amato                             | Morgane Osyssek-Reimer | Angela Andreoli        |
| Jogos do Mediterrâneo     | Barras Assimétricas | Giorgia Villa                            | Martina Maggio         | Ana Filipa Martins     |
| Jogos do Mediterrâneo     | Trave               | Martina Maggio                           | Asia D'Amato           | Carolann Héduit        |
| Jogos do Mediterrâneo     | Solo                | Asia D'Amato                             | Martina Maggio         | Morgane Osyssek-Reimer |
| Campeonato Africano       | Equipess            | Egito                                    | África do Sul          | Argélia                |
| Campeonato Africano       | Individual Geral    | Caitlin Rooskrantz                       | Jana Aboelhasan        | Jana Abdelsalam        |
| Campeonato Africano       | Salto               | Jana Mahmoud                             | Nancy Taman            | Naveen Daries          |
| Campeonato Africano       | Barras Assimétricas | Caitlin Rooskrantz                       | Zeina Ibrahim          | Naveen Daries          |
| Campeonato Africano       | Trave               | Zeina Ibrahim                            | Jana Aboelhasan        | Caitlin Rooskrantz     |
| Campeonato Africano       | Solo                | Jana Mahmoud                             | Jana Aboelhasan        | Garcelle Napier        |
| Campeonato Pan-Americano  | Equipess            | Brasil                                   | Estados Unidos         | Canadá                 |
| Campeonato Pan-Americano  | Individual Geral    | Flávia Saraiva                           | Lexi Zeiss             | Skye Blakely           |
| Campeonato Pan-Americano  | Salto               | Karla Navas                              | Natalie Escalera       | Ahtziri Sandoval       |
| Campeonato Pan-Americano  | Barras Assimétricas | Rebeca Andrade                           | Zoe Miller             | Sydney Turner          |
| Campeonato Pan-Americano  | Trave               | Flávia Saraiva                           | Rebeca Andrade         | Lexi Zeiss             |
| Campeonato Pan-Americano  | Solo                | Kayla DiCello                            | Flávia Saraiva         | Skye Blakely           |
| Jogos da Commonwealth     | Equipes             | ENG Inglaterra                           | AUS Austrália          | CAN Canadá             |
| Jogos da Commonwealth     | Individual Geral    | Georgia Godwin                           | Ondine Achampong       | Emma Spence            |
| Jogos da Commonwealth     | Salto               | Georgia Godwin                           | Laurie Denommée        | Shannon Archer         |
| Jogos da Commonwealth     | Barras Assimétricas | Georgia-Mae Fenton                       | Georgia Godwin         | Caitlin Rooskrantz     |
| Jogos da Commonwealth     | Trave               | Kate McDonald                            | Georgia Godwin         | Emma Spence            |
| Jogos da Commonwealth     | Solo                | Alice Kinsella                           | Ondine Achampong       | Emily Whitehead        |
| Campeonato Europeu        | Equipes             | Itália                                   | Reino Unido            | Alemanha               |
| Campeonato Europeu        | Individual Geral    | Asia D'Amato                             | Alice Kinsella         | Martina Maggio         |
| Campeonato Europeu        | Salto               | Zsófia Kovács                            | Asia D'Amato           | Aline Friess           |
| Campeonato Europeu        | Barras Assimétricas | Elisabeth Seitz                          | Alice D'Amato          | Lorette Charpy         |
| Campeonato Europeu        | Trave               | Emma Malewski                            | Ondine Achampong       | Carolann Héduit        |
| Campeonato Europeu        | Solo                | Jessica Gadirova                         | Martina Maggio         | Angela Andreoli        |
| Jogos Sul-Americanos      | Equipes             | Brasil                                   | Argentina              | Colômbia               |
| Jogos Sul-Americanos      | Individual Geral    | Júlia Soares                             | Carolyne Pedro         | Brisa Carraro          |
| Jogos Sul-Americanos      | Salto               | Makarena Pinto                           | Hillary Heron          | Franchesca Santi       |
| Jogos Sul-Americanos      | Barras Assimétricas | Carolyne Pedro                           | Brisa Carraro          | Ginna Escobar          |
| Jogos Sul-Americanos      | Trave               | Júlia Soares                             | Brisa Carraro          | Ana Mendez             |
| Jogos Sul-Americanos      | Solo                | Júlia Soares                             | Carolyne Pedro         | Hillary Heron          |

### Masculino

#### Internacional
| Competição         | Evento           | Ouro                 | Prata             | Bronze             |
| Campeonato Mundial | Equipes          | China                | Japão             | Grã-Bretanha       |
| Campeonato Mundial | Individual Geral | Daiki Hashimoto      | Zhang Boheng      | Wataru Tanigawa    |
| Campeonato Mundial | Solo             | Giarnni Regini-Moran | Daiki Hashimoto   | Ryosuke Doi        |
| Campeonato Mundial | Cavalo com Alças | Rhys McClenaghan     | Ahmad Abu al Soud | Harutyun Merdinyan |
| Campeonato Mundial | Argolas          | Adem Asil            | Zou Jingyuan      | Courtney Tulloch   |
| Campeonato Mundial | Salto            | Artur Davtyan        | Carlos Yulo       | Igor Radivilov     |
| Campeonato Mundial | Barras Paralelas | Zou Jingyuan         | Lukas Dauser      | Carlos Yulo        |
| Campeonato Mundial | Barra Fixa       | Brody Malone         | Daiki Hashimoto   | Arthur Mariano     |

#### Eventos importantes
| Competição                | Evento            | Ouro                          | Prata                   | Bronze                |
| Jogos do Sudeste Asiático | Equipess          | VIE Vietnã                    | PHI Filipinas           | SGP Singapura         |
| Jogos do Sudeste Asiático | Individual Geral  | Carlos Yulo                   | Lê Thanh Tùng           | Đinh Phương Thành     |
| Jogos do Sudeste Asiático | Solo              | Carlos Yulo                   | Terry Wei-An Tay        | Trịnh Hải Khang       |
| Jogos do Sudeste Asiático | Cavalos com Alças | Đặng Ngọc Xuân Thiện          | Tan Fu Jie              | Muhammad Sharul Aimy  |
| Jogos do Sudeste Asiático | Argolas           | Carlos Yulo                   | Nguyễn Văn Khánh Phong  | Lê Thanh Tùng         |
| Jogos do Sudeste Asiático | Salto             | Carlos Yulo                   | Tikumporn Surintornta   | Juancho Miguel Besana |
| Jogos do Sudeste Asiático | Barras Paralelas  | Đinh Phương Thành             | Carlos Yulo             | Lê Thanh Tùng         |
| Jogos do Sudeste Asiático | Barra Fixa        | Carlos Yulo Đinh Phương Thành | —                       | Lê Thanh Tùng         |
| Campeonato da Oceania     | Equipes           | Austrália                     | Nova Zelândia           | —                     |
| Campeonato da Oceania     | Individual Geral  | Jesse Moore                   | Mikhail Koudinov        | Clay Stephens         |
| Campeonato Asiático       | Equipes           | China                         | Japão                   | Taipé Chinesa         |
| Campeonato Asiático       | Individual Geral  | Shi Cong                      | Carlos Yulo             | Yang Jiaxing          |
| Campeonato Asiático       | Solo              | Carlos Yulo                   | Kim Han-sol             | Yang Jiaxing          |
| Campeonato Asiático       | Cavalo com Alças  | Ahmad Abu Al Soud             | Nariman Kurbanov        | Yin Dehang            |
| Campeonato Asiático       | Argolas           | Lan Xingyu                    | Mehdi Ahmad-Kohani      | Lin Guan-yi           |
| Campeonato Asiático       | Salto             | Carlos Yulo                   | Shiga Tachibana         | Kim Han-sol           |
| Campeonato Asiático       | Barras Paralelas  | Carlos Yulo                   | Tsuyoshi Hasegawa       | Yin Dehang            |
| Campeonato Asiático       | Barra Fixa        | Yun Jin-seong                 | Lin Chaopan             | Milad Karimi          |
| Jogos Bolivarianos        | Equipes           | Colômbia                      | Peru                    | Equador               |
| Jogos Bolivarianos        | Individual Geral  | Andrés Martínez               | Dilan Jimenez           | Edward Gonzalez       |
| Jogos Bolivarianos        | Solo              | Andrés Martínez               | Israel Chiriboga        | Joel Alvarez          |
| Jogos Bolivarianos        | Cavalo com Alças  | Andrés Martínez               | Jose Martínez           | Victor Betancourt     |
| Jogos Bolivarianos        | Argolas           | Kristopher Bohorquez          | Dilan Jimenez           | Cesar Lopez           |
| Jogos Bolivarianos        | Salto             | Edward Gonzalez               | Edwar Rolin             | Dilan Jimenez         |
| Jogos Bolivarianos        | Barras Paralelas  | Victor Betancourt             | Dilan Jimenez           | Edwar Rolin           |
| Jogos Bolivarianos        | Barra Fixa        | Andrés Martínez               | Edwar Rolin             | Joel Alvarez          |
| Jogos do Mediterrâneo     | Equipes           | Turquia                       | Itália                  | França                |
| Jogos do Mediterrâneo     | Individual Geral  | Adem Asil                     | Joel Plata              | Marios Georgiou       |
| Jogos do Mediterrâneo     | Solo              | Nicola Bartolini              | Ahmet Önder             | Adem Asil             |
| Jogos do Mediterrâneo     | Cavalo com Alças  | Mateo Žugec                   | Jakov Vlahek            | Ferhat Arıcan         |
| Jogos do Mediterrâneo     | Argolas           | İbrahim Çolak                 | Adem Asil               | Ali Zahran            |
| Jogos do Mediterrâneo     | Salto             | Adem Asil                     | Nicola Bartolini        | Matteo Levantesi      |
| Jogos do Mediterrâneo     | Barras Paralelas  | Ferhat Arıcan                 | Matteo Levantesi        | Cameron-Lie Bernard   |
| Jogos do Mediterrâneo     | Barra Fixa        | Marios Georgiou               | Adem Asil               | Ahmet Önder           |
| Campeonato Africano       | Equipes           | Egito                         | Argélia                 | África do Sul         |
| Campeonato Africano       | Individual Geral  | Mohamed Afify                 | Omar Mohamed            | Hilal Metidji         |
| Campeonato Africano       | Solo              | Omar Mohamed                  | Luke James              | Muhammad-Khaalid Mia  |
| Campeonato Africano       | Cavalo com Alças  | Abderrazak Nasser             | Abdelrahman Abdelhaleem | Zakariae Setti        |
| Campeonato Africano       | Argolas           | Omar Mohamed                  | Mohamed Afify           | Hilal Metidji         |
| Campeonato Africano       | Salto             | Omar Mohamed                  | Achraf Quistas          | Abderrazak Nasser     |
| Campeonato Africano       | Barras Paralelas  | Omar Mohamed                  | Hilal Metidji           | Mohamed Afify         |
| Campeonato Africano       | Barra Fixa        | Mohamed Afify                 | Hilal Metidji           | Djaber Hmida          |
| Campeonato Pan-Americano  | Equipes           | Estados Unidos                | Brasil                  | Canadá                |
| Campeonato Pan-Americano  | Individual Geral  | Caio Souza                    | Yul Moldauer            | Félix Dolci           |
| Campeonato Pan-Americano  | Solo              | Yul Moldauer                  | Riley Loos              | Félix Dolci           |
| Campeonato Pan-Americano  | Cavalo com Alças  | Yul Moldauer                  | Jayson Rampersad        | Andrés Martínez       |
| Campeonato Pan-Americano  | Argolas           | Arthur Zanetti                | Caio Souza              | Riley Loos            |
| Campeonato Pan-Americano  | Salto             | Caio Souza                    | Félix Dolci             | Daniel Villafañe      |
| Campeonato Pan-Americano  | Barras Paralelas  | Yul Moldauer                  | Colt Walker             | Caio Souza            |
| Campeonato Pan-Americano  | Barra Fixa        | Brody Malone                  | Caio Souza              | Arthur Mariano        |
| Jogos da Commonwealth     | Equipes           | ENG Inglaterra                | CAN Canadá              | CYP Chipre            |
| Jogos da Commonwealth     | Individual Geral  | Jake Jarman                   | James Hall              | Marios Georgiou       |
| Jogos da Commonwealth     | Solo              | Jake Jarman                   | Félix Dolci             | Giarnni Regini-Moran  |
| Jogos da Commonwealth     | Cavalo com Alças  | Joe Fraser                    | Rhys McClenaghan        | Jayson Rampersand     |
| Jogos da Commonwealth     | Argolas           | Courtney Tulloch              | Sokratis Pilakouris     | Chris Kaji            |
| Jogos da Commonwealth     | Salto             | Jake Jarman                   | Giarnni Regini-Moran    | James Bacueti         |
| Jogos da Commonwealth     | Barras Paralelas  | Joe Fraser                    | Giarnni Regini-Moran    | Marios Georgiou       |
| Jogos da Commonwealth     | Barra Fixa        | Ilias Georgiou                | Tyson Bull              | Marios Georgiou       |
| Campeonato Europeu        | Equipes           | Reino Unido                   | Itália                  | Turquia               |
| Campeonato Europeu        | Individual Geral  | Joe Fraser                    | Ahmet Önder             | Adem Asil             |
| Campeonato Europeu        | Solo              | Artem Dolgopyat               | Krisztofer Mészáros     | Jake Jarman           |
| Campeonato Europeu        | Cavalo com Alças  | Harutyun Merdinyan            | Loran de Munck          | Nils Dunkel           |
| Campeonato Europeu        | Argolas           | Eleftherios Petrounias        | Adem Asil               | Courtney Tulloch      |
| Campeonato Europeu        | Salto             | Jake Jarman                   | Artur Davtyan           | Igor Radivilov        |
| Campeonato Europeu        | Barras Paralelas  | Joe Fraser                    | Illia Kovtun            | Giarnni Regini-Moran  |
| Campeonato Europeu        | Barra Fixa        | Marios Georgiou               | Robert Tvorogal         | Joel Plata            |
| Jogos Sul-Americanos      | Equipes           | Brasil                        | Argentina               | Colômbia              |
| Jogos Sul-Americanos      | Individual Geral  | Caio Souza                    | Lucas Bitencourt        | Jossimar Calvo        |
| Jogos Sul-Americanos      | Solo              | Arthur Mariano                | Jossimar Calvo          | Santiago Agostinelli  |
| Jogos Sul-Americanos      | Cavalo com Alças  | Andrés Martínez               | Santiago Mayol          | Adickxon Trejo        |
| Jogos Sul-Americanos      | Argolas           | Daniel Villafañe              | Kristopher Bohórquez    | Dilan Jiménez         |
| Jogos Sul-Americanos      | Salto             | Caio Souza                    | Daniel Villafañe        | Josué Armijo          |
| Jogos Sul-Americanos      | Barras Paralelas  | Jossimar Calvo                | Caio Souza              | Dilan Jiménez         |
| Jogos Sul-Americanos      | Barra Fixa        | Caio Souza                    | Joel Álvarez            | Diogo Soares          |

## Melhores resultados internacionais da temporada
Nota: Apenas as pontuações de ginastas sêniores de eventos internacionais foram incluídas abaixo. Apenas uma pontuação por ginasta está incluída.

### Feminino

#### Individual geral
| Pos. | Nome                        | País           | Pontuação | Evento                      |
| ---- | --------------------------- | -------------- | --------- | --------------------------- |
| 1    | Rebeca Andrade              | Brasil         | 57.332    | QF Campeonato Mundial       |
| 2    | Jordan Chiles               | Estados Unidos | 55.883    | TF Campeonato Mundial       |
| 3    | Shilese Jones               | Estados Unidos | 55.766    | QF Campeonato Mundial       |
| 4    | Konnor McClain              | Estados Unidos | 55.665    | TF DTB Pokal                |
| 5    | Zhang Jin                   | China          | 55.400    | AA Campeonato Asiático      |
| 6    | Flávia Saraiva              | Brasil         | 55.399    | AA Campeonato Pan-Americano |
| 7    | Asia D'Amato                | Itália         | 55.199    | TF Campeonato Europeu       |
| 7    | Jessica Gadirova            | Grã-Bretanha   | 55.199    | AA Campeonato Mundial       |
| 9    | Ellie Black                 | Canadá         | 55.166    | TF Campeonato Mundial       |
| 10   | Jade Carey                  | Estados Unidos | 55.132    | QF Campeonato Mundial       |
| 11   | Alice Kinsella              | Grã-Bretanha   | 55.065    | AA Campeonato Mundial       |
| 12   | Martina Maggio              | Itália         | 54.864    | AA Jogos do Mediterrâneo    |
| 13   | Ou Yushan                   | China          | 54.566    | QF Campeonato Mundial       |
| 14   | Alice D'Amato               | Itália         | 54.366    | QF Campeonato Mundial       |
| 15   | Lexi Zeiss                  | Estados Unidos | 54.199    | AA Campeonato Pan-Americano |
| 16   | Shoko Miyata                | Japão          | 54.166    | QF Campeonato Mundial       |
| 17   | Naomi Visser                | Países Baixos  | 54.165    | QF Campeonato Mundial       |
| 18   | Tang Xijing                 | China          | 53.967    | AA Campeonato Asiático      |
| 19   | Mélanie de Jesus dos Santos | França         | 53.865    | QF Campeonato Mundial       |
| 20   | Veronica Mandriota          | Itália         | 53.733    | AA Troféu Cidade de Jesolo  |

#### Salto
| Pos. | Nome             | País           | Pontuação | Evento                      |
| ---- | ---------------- | -------------- | --------- | --------------------------- |
| 1    | Jade Carey       | Estados Unidos | 14.516    | EF Campeonato Mundial       |
| 2    | Jordan Chiles    | Estados Unidos | 14.350    | EF Campeonato Mundial       |
| 3    | Coline Devillard | França         | 14.299    | QF Campeonato Mundial       |
| 4    | Yeo Seo-jeong    | Coreia do Sul  | 14.249    | QF Campeonato Mundial       |
| 5    | Jessica Gadirova | Grã-Bretanha   | 14.200    | QF Campeonato Mundial       |
| 6    | Ellie Black      | Canadá         | 14.116    | EF Campeonato Mundial       |
| 7    | Shoko Miyata     | Japão          | 13.999    | EF Campeonato Mundial       |
| 8    | Asia D'Amato     | Itália         | 13.967    | QF Troféu Cidade de Jesolo  |
| 9    | Zsófia Kovács    | Hungria        | 13.933    | EF Campeonato Europeu       |
| 10   | Teja Belak       | Eslovênia      | 13.875    | EF Copa Challenge de Mersin |

#### Barras assimétricas
| Pos. | Nome               | País            | Pontuação | Evento                      |
| ---- | ------------------ | --------------- | --------- | --------------------------- |
| 1    | Wei Xiaoyuan       | China           | 15.000    | QF Campeonato Asiático      |
| 2    | Rebeca Andrade     | Brasil          | 14.967    | EF Campeonato Pan-Americano |
| 3    | Luo Rui            | China           | 14.900    | QF Campeonato Mundial       |
| 4    | Shilese Jones      | Estados Unidos  | 14.766    | EF Campeonato Mundial       |
| 5    | Nina Derwael       | Bélgica         | 14.700    | QF Campeonato Mundial       |
| 5    | Viktoria Listunova | Russian athlete | 14.700    | QF Copa do Mundo de Doha    |
| 5    | Kaylia Nemour      | Argélia         | 14.700    | EF Campeonato Árabe         |
| 5    | Tang Xijing        | China           | 14.700    | EF Campeonato Asiático      |
| 9    | Alice D'Amato      | Itália          | 14.633    | TF Campeonato Europeu       |
| 10   | Naomi Visser       | Países Baixos   | 14.566    | QF Copa do Mundo de Baku    |

#### Trave
| Pos. | Nome           | País           | Pontuação | Evento                      |
| ---- | -------------- | -------------- | --------- | --------------------------- |
| 1    | Wu Ran         | China          | 14.633    | EF Campeonato Asiático      |
| 2    | Flávia Saraiva | Brasil         | 14.433    | AA Campeonato Pan-Americano |
| 3    | Ou Yushan      | China          | 14.266    | TF Campeonato Mundial       |
| 4    | Zhang Jin      | China          | 14.200    | QF Campeonato Asiático      |
| 5    | Rebeca Andrade | Brasil         | 14.133    | TF Campeonato Pan-Americano |
| 6    | Sun Xinyi      | China          | 14.100    | QF Campeonato Asiático      |
| 7    | Konnor McClain | Estados Unidos | 14.033    | EF DTB Pokal                |
| 8    | Martina Maggio | Itália         | 14.000    | TF DTB Pokal                |
| 9    | Ana Bărbosu    | Roménia        | 13.950    | EF Copa Challenge de Mersin |
| 10   | Arisa Kasahara | Japão          | 13.833    | EF Campeonato Asiático      |
| 10   | Ellie Black    | Canadá         | 13.833    | TF Campeonato Mundial       |

#### Solo
| Pos. | Nome             | País           | Pontuação | Evento                     |
| ---- | ---------------- | -------------- | --------- | -------------------------- |
| 1    | Rebeca Andrade   | Brasil         | 14.400    | AA Campeonato Mundial      |
| 1    | Jessica Gadirova | Grã-Bretanha   | 14.400    | AA Campeonato Mundial      |
| 3    | Flávia Saraiva   | Brasil         | 14.200    | QF Campeonato Mundial      |
| 4    | Jade Carey       | Estados Unidos | 14.166    | AA Campeonato Mundial      |
| 5    | Jordan Chiles    | Estados Unidos | 14.100    | QF Campeonato Mundial      |
| 6    | Martina Maggio   | Itália         | 13.966    | TF Campeonato Mundial      |
| 7    | Konnor McClain   | Estados Unidos | 13.900    | EF Troféu Cidade de Jesolo |
| 8    | Angela Andreoli  | Itália         | 13.866    | EF Campeonato Europeu      |
| 9    | Emjae Frazier    | Estados Unidos | 13.850    | EF Troféu Cidade de Jesolo |
| 10   | Wu Ran           | China          | 13.833    | QF Campeonato Asiático     |

### Masculino

#### Individual geral
| Pos. | Nome                | País           | Pontuação | Evento                              |
| ---- | ------------------- | -------------- | --------- | ----------------------------------- |
| 1    | Daiki Hashimoto     | Japão          | 87.198    | AA Campeonato Mundial               |
| 2    | Zhang Boheng        | China          | 86.765    | AA Campeonato Mundial               |
| 3    | Joe Fraser          | Grã-Bretanha   | 85.565    | AA Campeonato Europeu               |
| 4    | Wataru Tanigawa     | Japão          | 85.231    | AA Campeonato Mundial               |
| 5    | Ahmet Önder         | Turquia        | 85.131    | AA Campeonato Europeu               |
| 6    | Brody Malone        | Estados Unidos | 84.931    | AA Campeonato Mundial               |
| 7    | Adem Asil           | Turquia        | 84.900    | AA Jogos Islâmicos da Solidariedade |
| 8    | Carlos Yulo         | Filipinas      | 84.664    | QF Campeonato Mundial               |
| 9    | Shi Cong            | China          | 83.833    | AA Campeonato Asiático              |
| 10   | Caio Souza          | Brasil         | 83.735    | TF Campeonato Pan-Americano         |
| 11   | Yang Jiaxing        | China          | 83.733    | AA Campeonato Asiático              |
| 12   | Joel Plata          | Espanha        | 83.731    | AA Campeonato Europeu               |
| 13   | Jake Jarman         | Grã-Bretanha   | 83.450    | AA Jogos da Commonwealth            |
| 14   | Asher Hong          | Estados Unidos | 83.299    | QF Campeonato Mundial               |
| 15   | Yin Dehang          | China          | 83.199    | AA Campeonato Asiático              |
| 16   | Nicola Bartolini    | Itália         | 83.150    | TF Jogos do Mediterrâneo            |
| 17   | Noe Seifert         | Suíça          | 83.031    | AA Campeonato Europeu               |
| 18   | Krisztofer Mészáros | Hungria        | 82.999    | AA Campeonato Europeu               |
| 19   | Koki Maeda          | Japão          | 82.932    | AA Campeonato Asiático              |
| 20   | James Hall          | Grã-Bretanha   | 82.900    | AA Jogos da Commonwealth            |

#### Solo
| Pos. | Nome                | País         | Pontuação | Evento                           |
| ---- | ------------------- | ------------ | --------- | -------------------------------- |
| 1    | Carlos Yulo         | Filipinas    | 15.266    | QF Campeonato Mundial            |
| 2    | Artem Dolgopyat     | Israel       | 15.150    | QF Copa Challenge de Szombathely |
| 3    | Nicola Bartolini    | Itália       | 14.850    | EF Jogos do Mediterrâneo         |
| 4    | Ryosuke Doi         | Japão        | 14.766    | QF Campeonato Mundial            |
| 5    | Dmitry Patanin      | Cazaquistão  | 14.750    | QF Copa Challenge de Mersin      |
| 6    | Milad Karimi        | Cazaquistão  | 14.733    | QF Campeonato Mundial            |
| 6    | Illia Kovtun        | Ucrânia      | 14.733    | EF Copa Challenge de Szombathely |
| 8    | Daiki Hashimoto     | Japão        | 14.666    | AA Campeonato Mundial            |
| 8    | Jake Jarman         | Grã-Bretanha | 14.666    | EF Jogos da Commonwealth         |
| 10   | Krisztofer Mészáros | Hungria      | 14.600    | EF Campeonato Europeu            |

#### Cavalo com alças
| Pos. | Nome               | País           | Pontuação | Evento                           |
| ---- | ------------------ | -------------- | --------- | -------------------------------- |
| 1    | Nariman Kurbanov   | Cazaquistão    | 15.300    | QF Copa Challenge de Szombathely |
| 1    | Rhys McClenaghan   | Irlanda        | 15.300    | EF Campeonato Mundial            |
| 3    | Ahmad Abu al Soud  | Jordânia       | 15.233    | EF Campeonato Asiático           |
| 3    | Stephen Nedoroscik | Estados Unidos | 15.233    | QF Campeonato Mundial            |
| 5    | Lee Chih-kai       | Taipé Chinesa  | 15.100    | QF Campeonato Asiático           |
| 6    | Shiao Yu-jan       | Taipé Chinesa  | 15.050    | EF Copa Challenge de Mersin      |
| 7    | Khoi Young         | Estados Unidos | 15.000    | EF DTB Pokal                     |
| 8    | Ryota Tsumura      | Japão          | 14.900    | QF Copa Challenge de Paris       |
| 9    | Joe Fraser         | Grã-Bretanha   | 14.833    | EF Jogos da Commonwealth         |
| 9    | Loran de Munck     | Países Baixos  | 14.833    | QF Campeonato Mundial            |

#### Argolas
| Pos. | Nome                   | País         | Pontuação | Evento                              |
| ---- | ---------------------- | ------------ | --------- | ----------------------------------- |
| 1    | Eleftherios Petrounias | Grécia       | 15.133    | EF Campeonato Europeu               |
| 2    | Adem Asil              | Turquia      | 15.033    | EF Campeonato Europeu               |
| 3    | İbrahim Çolak          | Turquia      | 15.000    | QF Copa Challenge de Osijek         |
| 4    | Lan Xingyu             | China        | 14.900    | QF Campeonato Asiático              |
| 5    | Vinzenz Höck           | Áustria      | 14.866    | QF Campeonato Europeu               |
| 5    | Courtney Tulloch       | Grã-Bretanha | 14.866    | EF Campeonato Europeu               |
| 5    | Zou Jingyuan           | China        | 14.866    | TF Campeonato Mundial               |
| 8    | Nikita Simonov         | Azerbaijão   | 14.850    | EF Jogos Islâmicos de Solidariedade |
| 9    | Vahagn Davtyan         | Armênia      | 14.800    | EF Copa do Mundo de Cairo           |
| 9    | Salvatore Maresca      | Itália       | 14.800    | QF Copa do Mundo de Baku            |

#### Salto
| Pos. | Nome              | País           | Pontuação | Evento                      |
| ---- | ----------------- | -------------- | --------- | --------------------------- |
| 1    | Artur Davtyan     | Armênia        | 15.149    | QF Campeonato Europeu       |
| 2    | Adem Asil         | Turquia        | 15.125    | Swiss Cup                   |
| 3    | Nazar Chepurnyi   | Ucrânia        | 15.016    | EF Copa do Mundo de Baku    |
| 4    | Jake Jarman       | Grã-Bretanha   | 14.983    | EF Campeonato Europeu       |
| 5    | Igor Radivilov    | Ucrânia        | 14.950    | QF Copa Challenge de Osijek |
| 5    | Carlos Yulo       | Filipinas      | 14.950    | EF Campeonato Mundial       |
| 7    | Andrey Medvedev   | Israel         | 14.933    | QF Copa do Mundo de Doha    |
| 8    | Khoi Young        | Estados Unidos | 14.916    | EF DTB Pokal                |
| 9    | Caio Souza        | Brasil         | 14.833    | EF Campeonato Pan-Americano |
| 10   | Gabriel Burtănete | Roménia        | 14.733    | QF Campeonato Europeu       |

#### Barras paralelas
| Pos. | Nome              | País         | Pontuação | Evento                       |
| ---- | ----------------- | ------------ | --------- | ---------------------------- |
| 1    | Zou Jingyuan      | China        | 16.166    | EF Campeonato Mundial        |
| 2    | Lukas Dauser      | Alemanha     | 15.533    | TF Campeonato Europeu        |
| 3    | Yuya Kamoto       | Japão        | 15.433    | QF Campeonato Mundial        |
| 4    | Ferhat Arıcan     | Turquia      | 15.400    | QF Copa Challenge de Osijek  |
| 5    | Carlos Yulo       | Filipinas    | 15.366    | EF Campeonato Mundial        |
| 6    | Joe Fraser        | Grã-Bretanha | 15.333    | EF Campeonato Europeu        |
| 6    | Illia Kovtun      | Ucrânia      | 15.333    | EF Copa do Mundo de Baku     |
| 8    | Jossimar Calvo    | Colômbia     | 15.166    | QF Campeonato Mundial        |
| 9    | Ahmet Önder       | Turquia      | 15.150    | QF Jogos do Mediterrâneo     |
| 10   | Đinh Phương Thành | Vietname     | 15.133    | EF Jogos do Sudeste Asiático |

#### Barra fixa
| Pos. | Nome            | País           | Pontuação | Evento                      |
| ---- | --------------- | -------------- | --------- | --------------------------- |
| 1    | Daiki Hashimoto | Japão          | 15.100    | QF Campeonato Mundial       |
| 2    | Sun Wei         | China          | 14.833    | QF Campeonato Mundial       |
| 3    | Brody Malone    | Estados Unidos | 14.800    | EF Campeonato Mundial       |
| 4    | Zhang Boheng    | China          | 14.733    | QF Campeonato Mundial       |
| 5    | Ryosuke Doi     | Japão          | 14.700    | TF Campeonato Mundial       |
| 6    | Joe Fraser      | Grã-Bretanha   | 14.500    | TF Jogos da Commonwealth    |
| 7    | Ilias Georgiou  | Chipre         | 14.466    | EF Jogos da Commonwealth    |
| 7    | Milad Karimi    | Cazaquistão    | 14.466    | QF Copa do Mundo de Cottbus |
| 7    | Arthur Mariano  | Brasil         | 14.466    | EF Campeonato Mundial       |
| 10   | Marios Georgiou | Chipre         | 14.450    | QF Copa Challenge de Varna  |